# Santa Rita, Michoacán de Ocampo
Santa Rita är en ort i Mexiko.   Den ligger i kommunen Salvador Escalante och delstaten Michoacán de Ocampo, i den södra delen av landet, 270 km väster om huvudstaden Mexico City. Santa Rita ligger 2 200 meter över havet och antalet invånare är 171.
Terrängen runt Santa Rita är kuperad. Runt Santa Rita är det ganska tätbefolkat, med 78 invånare per kvadratkilometer. Närmaste större samhälle är Pátzcuaro, 16,6 km nordost om Santa Rita. I omgivningarna runt Santa Rita växer huvudsakligen savannskog.